# Dev Virahsawmy
Dev Virahsawmy, né le 16 mars 1942 à Quartier Militaire, à l'Île Maurice, et mort le 7 novembre 2023, est un homme politique, dramaturge, poète et linguiste mauricien.
Il est considéré comme « l’écrivain mauricien le plus original et le plus célèbre de sa génération ».

## Biographie
Dev Virahsawmy naît dans une famille indo-mauricienne à Quartier Militaire, bourgade du district de Moka ; mais il passe ses premières années à Goodlands dans le nord de l'île. Après la mort de sa mère, il est élevé par ses grands-parents à Beau-Bassin. Il suit des études supérieures grâce à une bourse en Écosse à l'université d'Édimbourg, en langues, littérature et linguistique.
Après avoir fait carrière au Mauritius Institute of Education (MIE) de 1980 à 1990, il ouvre une école à Rose Hill où il enseigne l’anglais et la littérature anglaise aux élèves du secondaire après leurs heures de cours.
Il se radicalise et appartient entre 1966 et 1982 au Mouvement militant mauricien qui épouse l'idéologie d'extrême-gauche et dont il est un des leaders aux côtés de Paul Bérenger. Il se consacre également au théâtre, surtout après avoir délaissé la politique. 
Son nom est associé aux premiers spectacles contestataires du théâtre mauricien. Il se fait un ardent défenseur du créole mauricien, langue de sa création littéraire pour ses proses, ses pièces de théâtre et ses poèmes. Il a aussi traduit diverses oeuvres du français et de l'anglais au créole mauricien dont des pièces de Shakespeare.
Il est marié avec Loga Virahsawmy, féministe et présidente du Gender and Media Southern Africa.
Il crée la « Dev Virahsawmy Foundation », dans le but de promouvoir la langue nationale de l'Ile Maurice en 2015 et reste actif sur ses sites web : un site éponyme et « Boukie Banane », où il met ses ouvrages et ses créations.

## Œuvres

### Théâtre
- Li. (préface de Dan Callikan). Rose Hill: MMMSP, 1977; (avec traduction en français de Carpanin Marimoutou, en créole réunionnais de Firmin Lacpatia). Saint-Pierre: les Chemins de la liberté, 1979.
- Bef dâ disab: pies â de ak. Rose Hill: Edisio MMMSP, 1979.
- Bef dâ disab. (édition trilingue). Saint-Denis: Mouvement culturel réunionnais, 1980.
- Linconsing finalay: pies â III ak. Rose Hill: Edisiô Bukié bananié, 1980.
- Trazedi Sir Kutta-Gram: ên badinaz futâ. Rose Hill: Bukié Banané, 1980.
- Zeneral Makbef: pies â III ak. (inspiré par Macbeth, de William Shakespeare). Rose Hill: Bukié Banané, 1981.
- Dropadi: teks pu ên trazi-komedi mizikal bazé lor Mahabharata. Rose Hill: Bukié Banané, 1982.
- Tâtin Madok: pies â ên ak. Maurice: [s.n.], 1983.
- Krishna. (Pièce télévisuelle, montée par la MBC, station nationale). Rose Hill, 1983.
- Zistwar Bisma: Komedi mizikal pu zâfâ. Rose Hill: 1984.
- Dokter Nipat: pies â III ak. (préface en français par Daniel Baggioni). Port-Louis: Bukié Banané, 1983.
- Profeser Madli: pies â III ak. Rose Hill: [D. Virahsawmy], 1984.
- Sir Toby.Port Louis: LPT, 1998.
- Abs Lemanifik: ên fâtezi â III ak. (préface en français de Daniel Baggioni). Rose Hill: Bukié Banané, 1985.
- Toufann: enn fantezi entrwa ak. Rose Hill: Boukié Banané, 1991.
- Galileo Gonaz: piess an trwa ak. Port-Louis: Ledikasyon pu Travayer, 1996.
- Dokter Hamlet. Rose Hill: Boukié Banané (site web), 1996.
- Hamlet II. Rose Hill: Boukié Banané (site web), 1996.
- Mamzel Zann. Rose Hill: Boukié Banané (site web), 1997.
- Ziliet ek so Romeo. Rose Hill: Boukié Banané (site web), 1998.
- Ti-Marie. Rose Hill: Boukié Banané (site web), 1998.
- Dernie vol. Rose Hill: Boukié Banané (site web), 2003.
- Tabisman Lir. Rose Hill: Boukié Banané (site web), 2003.
- Bistop. Rose Hill: Boukié Banané (site web), 2003.

### Poésie
- Disik salé. (préface de D. Callikan). Rose Hill: MMMSP, 1977.
- Lafime dâ lizie. Rose Hill: MMMSP, 1977; Lafime dâ lizie / Fimé dann zié / Fumées dans les yeux. (édition trilingue: créole mauricien, français, créole réunionnais). La Réunion: les Chemins de la liberté, 1979.
- Lès lapo kabri gazuyé. (texte en bhojpuri, version française de Carpanin Marimoutou, version créole réunionnaise de Firmin Lacpatia). Saint-Pierre: Mouvement culturel réunionnais, 1980.
- Trip séré lagorz amaré. (édition trilingue). Saint-Denis: Mouvement culturel réunionnais, 1980.
- Mo Rapel. Rose Hill: Bukié Banané, 1980.
- Lôbraz lavi: soley feneâ. (préface de Jaynarain Meetoo. Rose Hill: Bukié Banané, 1981.
- Twa ek mwa. Rose Hill: 1983-1984.
- Poem pu zâfâ. Rose Hill: 1983-1984.
- Abs lemanifik: ên fâtezi â III ak. (préface en français de Daniel Baggioni). Rose Hill: Bukié Banané, 1985.
- The Walls. (trilingue). Rose Hill: D. Virahsawmy, 1985;The Walls: an operatic poem. (version en anglais) Rose Hill: Bukié Banané, 1985.
- Nwar, Nwar, Nwar, do Mama. Rose Hill: Bukié Banané, 1986.
- Lalang peyna lezo. Rose Hill: [D. Virahsawmy], 1991.
- Petal ek pikan parsi-parla. Port-Louis: Ledikasyon pu Travayer, 1996.
- Latchizann pou letan lapli. Port-Louis: Ledikasyon pu Travayer, 1997.
- Testaman enn metschiss. Port-Louis: Boukié Banané, 1999.
- Labouzi dan labriz. (In kaye literer). Port-Louis: Boukié Banané, 2002.

### Romans
- Souiv Larout Ziska… Rose Hill: Boukié Banané (site web), 2002.

### Essais
- Towards a re-evaluation of Mauritian Creole. Post-Graduate Diploma Dissertation (Applied Linguistics). Edinburgh University, 1967.

### Articles
- Literesi an Morisien. Boukié Banané, 2001.
- Aprann Lir ek Ekrir Morisien. Livre electronique. Librairie Le Cygne, 2004.

### Traductions et adaptations par Dev Virahsawmy

#### EnMorisien
- Enn ta senn dan vid (Much Ado About Nothing), de William Shakespeare. Port-Louis: Ledikasyon pu Travayer, 1995.
- Zil Sezar, de William Shakespeare.
- Trazedi Makbes, de William Shakespeare.
- Tartif Froder, de Molière. Port Louis: Boukié Banané, 1999.
- Zistoir Ti-Prins, d’Antoine de Saint-Exupéry.
- Ti-Pier Dezorder (Der Struwwelpeter), de Heinrich Hoffman.

### Traductions

#### En anglais
- The Prisoner of Conscience (Li). Trad. Ramesh Ramdoyal. Moka, Mauritius: Éditions de l’Océan indien, 1982.
- Toufann: A Mauritian Fantasy. Trans. Nisha and Michael Walling. African Theatre: Playwrights and Politics. Eds. Martin Banham, James Gibbs, & Femi Osofisan. Oxford: James Currey and Indianapolis: Indiana University Press. 1999: 217–54.
- Dernie Vol / The Last Flight. Trad. Joyce Fortuné-Pope. International Journal of Francophone Studies 13.3-4 (2010): 595-612.

#### En français
- Toufann; une fantaisie en trois actes. Trad. Dominique Tranquille. (postface de Françoise Lionnet) Port Louis: Educational Production Ltd., 2004.

### Récompenses et distinctions
- 1981 : Premier prix au concours théâtral organisé par Radio France Internationale, pour Li.

## Crédit d'auteurs
- (en) Cet article est partiellement ou en totalité issu de l’article de Wikipédia en anglais intitulé « Dev Virahsawmy » (voir la liste des auteurs).